# 捧賢一
捧 賢一（ささげ けんいち、1933年6月24日 - 2018年5月8日）は、日本の実業家。株式会社コメリの創業者、名誉会長ファウンダー。

## 略歴
- 1933年 - 新潟県三条市に生まれる。新潟県立加茂農林高等学校卒業後、実家の米穀店に就職。
- 1952年 - 米利商店を創業するも、うたごえ運動などの社会運動に献身。
- 1976年 - アメリカへ赴きホームセンターを視察。米穀店から燃料販売へ転向し、オイルショックに喘いでいた会社の業態転換を決意。
- 1979年 - 株式会社コメリの代表取締役社長に就任。
- 2003年 - 同社代表取締役会長に就任。
- 2014年 - 同社取締役会長に就任。
- 2015年 - 同社取締役を退任。名誉会長ファウンダーに就任。
- 2018年 - 肺炎のため入院先の病院で死去。84歳没[1]。

## 人物
- 商売に気乗りしなかった二十代にはうたごえ運動などに参加。仕事よりも社会運動に精を出していたため、家族には心配されたと言う。
- 雑誌「商業界」の主幹である倉本長治の「真心を持って人々に奉仕する」との考えを知り、二十代後半に商売人として目覚める。この考えは「人々の幸せのために仕事をする」との社訓「コメリの願い」にも生かされている。
- 緑川玄三に「社長ならまともな文も書けるように」と忠告され、越後文学会に入る。その影響で、榊鶏司の名前で写真と文章を社内報に執筆するようになる。2004年には、社内報の内容を二冊の本（『店のある街の風景』と『残映-心にのこる出会い-』）に纏め自費出版をした。また新潟市の雪梁舎美術館で写真展も開催している。使用するカメラはコメリの備品で技術は独学による。写真を撮るうちに土門拳などの写真集の鑑賞も趣味となった。

## 著書
- 店のある街の風景（2004年、東京経済出版）
- 残映-心にのこる出会い-（2004年、東京経済）
- 微笑佛（2006年、商業界）

## 親族
- 父：捧寅七
  - 1952年：米穀商「米利商店」創業
  - 1962年：米利商店 社長（株式会社設立）
  - 1973年：米利 社長
  - 1979年：米利 会長
- 弟：捧欽二
  - 1997年：コメリ 副社長
  - 2001年：コメリ 常勤監査役
- 娘：捧実穂
  - 2014年：雪梁舎美術館 理事長
- 娘婿（養子）：捧雄一郎
  - 2003年：コメリ 社長